# 토머스 팽글

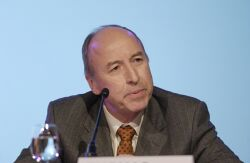
토머스 팽글

토머스 팽글(Thomas Lee Pangle; 1944년)은 미국의 정치과학자이다. 텍사스 대학교 오스틴에서 교수로 재직하며, 토론토 대학교와 예일 대학교에서도 가르쳤다.
미국의 헌법을 이루는 데 인간의 본성의 철학적 이해에 대한 연구를 하였다.

## 같이 보기
- 미국 철학